# Schlacht bei Biwanka
Die Schlacht bei Biwanka (auch Schlacht bei Stokau), im heutigen Tschechien, war eine militärische Auseinandersetzung zwischen Truppen des römisch-deutschen Königs Heinrich III. und des böhmischen Herzogs Břetislav I. am 22. und 23. August 1040 in Westböhmen im Tal der Pivoňka in der Nähe des Klosters Stockau oder Biwanka, in der Břetislavs Streitkräfte siegreich waren.

## Vorgeschichte
Břetislav hatte im Sommer 1039 einen Kriegszug nach Polen unternommen, Krakau und andere Städte geplündert und Gnesen eingenommen. Dort hatte er, im Beisein hoher böhmischer Kirchenfürsten, das Grab Adalberts von Prag (tschech. Vojtěch, poln. Wojciech) geöffnet und dessen Gebeine entnommen, um sie mitsamt denen seines Stiefbruders Radim-Gaudentius, des ersten Bischofs von Gnesen, nach Prag zu überführen. Obwohl der Feldzug durch die Besetzung Schlesiens, Gnesens und Mährens Polen empfindlich schwächte, war die Inbesitznahme dieser Reliquien vermutlich der eigentliche Grund des Feldzuges. Mit Hilfe der Reliquien sollte Prag zum eigenständigen böhmischen Erzbistum aufgewertet und damit von Gnesen unabhängig werden. Entsprechende Pläne wurden mit einer Gesandtschaft zu Papst Benedikt IX. verfolgt, stießen aber auf erbitterten Widerstand des Mainzer Erzbischofs Bardo, der die Oberhoheit über das Bistum Prag innehatte.
König Heinrich III. teilte die Ansicht des Mainzer Erzbischofs. Zudem forderte er Břetislavs Rückzug aus Polen, das ebenso wie Böhmen ein Vasallenfürstentum des Heiligen Römischen Reiches war, sowie einen hohen Straftribut, den Břetislav jedoch nicht zu zahlen bereit war. Stattdessen sandte dieser, um einen Feldzug des Reiches gegen Böhmen zu verhindern, seinen Sohn Spytihněv als Geisel zum König. Als Břetislav weiterhin die Tributzahlung verweigerte, brach Heinrich III. im August 1040 mit zwei Heersäulen nach Böhmen auf.

## Verlauf
Břetislav hatte sich durch die Geiselgestellung fast ein Jahr Zeit verschafft, in dem er den König von Ungarn Peter Orseolo als Verbündeten gewann. Dieser sandte 3000 Mann zu Hilfe. Er ließ geschickt Schanzen anlegen, um die über den Pass bei Furth im Wald Anrückenden in die Zange nehmen zu können, was ihm dann auch gelang, obwohl Heinrich äußerst vorsichtig war und sich in mehreren Abteilungen näherte. Heinrich selbst marschierte mit bayrischen Truppen von Cham, wo er am 14. August eingetroffen war, entlang der Chamb. Heinrich sandte eine Vorhut von 1000 Mann in ein Seitental. Sein Plan war, die Gegner von zwei Seiten anzugreifen, doch genau diese Vorhut unter der Führung des Reichsbannerträgers, Graf Werner I. von Maden, geriet an die beidseitig des Tales gelegenen Schanzen. Hier kam es am 22. August zur Entscheidung, der Schlacht bei Biwanka. Die meisten Krieger der Vorhut fanden den Tod, die Fuldaer Totenannalen nennen zahlreiche Einzelschicksale. Otto von Schweinfurt sollte währenddessen von der Gegenseite angreifen, geriet dort aber ebenfalls in Schwierigkeiten und musste unter vielen Verlusten am 23. August zurückweichen.
Bei Chlumec (Kulm) kam es am 22. September 1040 zur Ersten Schlacht bei Chlumec, in deren Folge sich Heinrichs Heer zurückziehen musste. Ein Verhandlungsangebot wurde von Heinrich dennoch mit der Forderung nach bedingungsloser Unterwerfung beantwortet. Im Spätsommer des Folgejahres wagte Heinrich einen neuen Angriff. Unter mutmaßlicher Mithilfe des ortskundigen Einsiedlers Günther, dem Gründer des Klosters Rinchnach, gelangte der deutsche Tross ohne größere Schwierigkeiten durch den Böhmerwald und konnte sich am 8. September mit dem Heer der Sachsen vor Prag vereinigen. Břetislav ergab sich dieser Übermacht am 29. September und unterwarf sich wenige Tage darauf dem späteren Kaiser in Regensburg.

## Bearbeitungen
- Jörg K. Hoensch, Geschichte Böhmens Von der slavischen Landnahme bis zur Gegenwart, 1997, ISBN 978-3-406-41694-1
- Florian Hegger, Böhmen und das Reich in ottonisch-salischer Zeit, Examensarbeit, 2006, ISBN 978-3-638-74245-0